# Diocèse de Benjamín Aceval
Le diocèse de Benjamín Aceval (en latin : Dioecesis Beniaminacevalensis ; en espagnol : Diócesis de Benjamín Aceval) est un diocèse de l'Église catholique du Paraguay suffragant de l'archidiocèse d'Asuncion.

## Territoire

Diocèse de Benjamín Aceval en rouge

Il comprend une partie du département du Presidente Hayes, le reste de ce département est dans les vicariats apostoliques de Pilcomayo et Chaco Paraguayo.
Son territoire est d'une superficie de 44 000 km divisé en 8 paroisses. Le siège épiscopal est dans la ville de Benjamín Aceval où se trouve la cathédrale sainte Rose de Lima.

## Histoire
Le diocèse est érigé le 28 juin 1980 par la constitution apostolique Christianam ad progressionem du pape Jean-Paul II en prenant sur les territoires du diocèse de Concepción en Paraguay et du vicariat apostolique de Pilcomayo.

## Évêques
- Mario Melanio Medina Salinas (28 juin 1980 - 8 juillet 1997), nommé évêque coadjuteur de Misiones
- Cándido Cárdenas Villalba (6 juillet 1998 - 16 juin 2018)
- Amancio Francisco Benítez Candia (16 juin 2018 - )